# Sinožići
Sinožići is een plaats in de gemeente Višnjan in de Kroatische provincie Istrië. De plaats telt 53 inwoners (2001).